# 郗慮
郗慮（？—？），字鴻豫，兗州山陽郡高平县（今山东省金乡县）人，东汉末期政治人物。

## 生平事蹟
郗慮年轻时受业于鄭玄。知名後，被荀彧召见，建安初年，郗慮任侍中。建安六年（201年），郗慮和荀彧、鍾繇入宫中，为汉献帝侍講。郗虑担任光祿勳，汉献帝问少府孔融，孔融说不能让郗虑掌握权柄。郗虑举起笏板，反驳说：“孔融曾当北海国相，人民流散，如何适合掌握权柄！”郗虑与孔融互相揭发对方的短处。汉献帝下命令和解郗虑和孔融。
建安十三年（208年）曹操表奏司徒赵温选举不实，派侍中、守光祿勳郗慮持节奉策免赵温的官职。八月，曹操就任丞相，郗虑由光祿勳升迁为御史大夫。郗虑令丞相军谋祭酒路粹诬告孔融有罪，下狱而死。建安十八年（213年）五月，献帝派御史大夫郗虑持节策命曹操为魏公。
建安十九年（214年）十一月，伏皇后之父伏完计划殺害曹操，事情败露，献帝下发废黜皇后的詔书。郗慮持節携詔，取伏皇后的璽綬，赶出中宫，迁居別邸。華歆作为郗慮的副手率軍入宮，逮捕伏皇后。皇后闭门藏在墙内。华歆打开门凿开墙壁，牵出皇后。汉献帝与御史大夫郗虑同坐，皇后披头散发光着脚到皇帝面前，抓住皇帝的手说：“不能再救救我嗎？”汉献帝说：“我亦不知我何時會死。”汉献帝对郗虑说：“郗公，天下間有這樣的事嗎？”最后伏皇后被殺（或作幽閉死）。
御史大夫郗虑征召劉劭，郗慮被罷免时，劉劭任太子舍人。这是郗虑在史书上最后的记载。
建安二十一年（216年），曹操被封为魏王时，持节策封的是御史大夫劉艾。

## 後代
- 玄孫郗鑒，晉朝大臣